# Strombus
El género Strombus engloba moluscos gasterópodos marinos de la familia Strombidae, que reciben el nombre común de caracolas.
Aunque la mayoría de las especies de este género se ha extinguido, o reclasificado en otros géneros, sobreviven tres especies. 
Se distribuyen en aguas tropicales de los océanos Índico y Pacífico.

## Especies
El Registro Mundial de Especies Marinas acepta las siguientes especies:
- Strombus alatus Gmelin, 1791.
- Strombus gracilior. G. B. Sowerby I, 1825
- Strombus pugilis. Linnaeus, 1758

## Galería

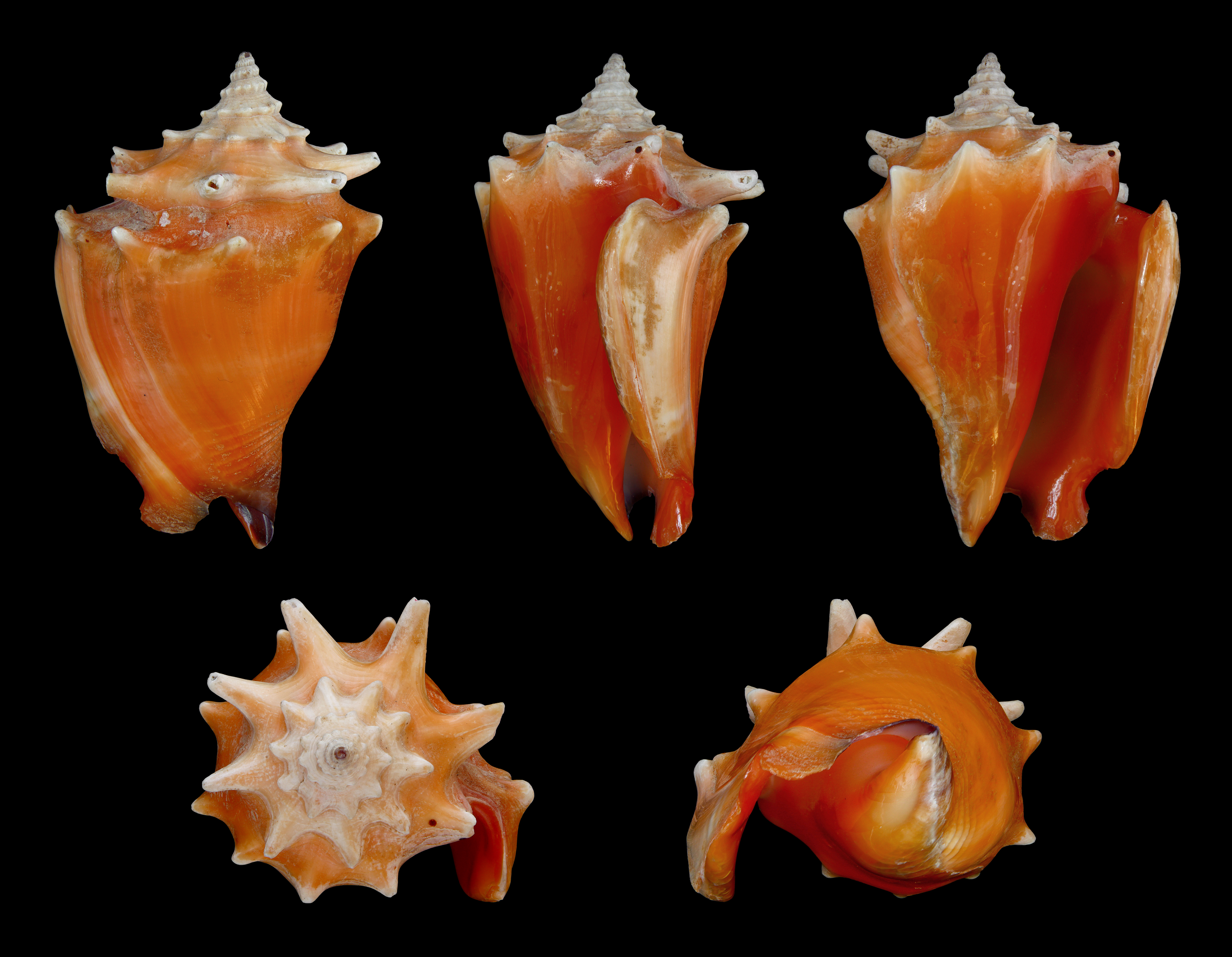
Strombus pugilis
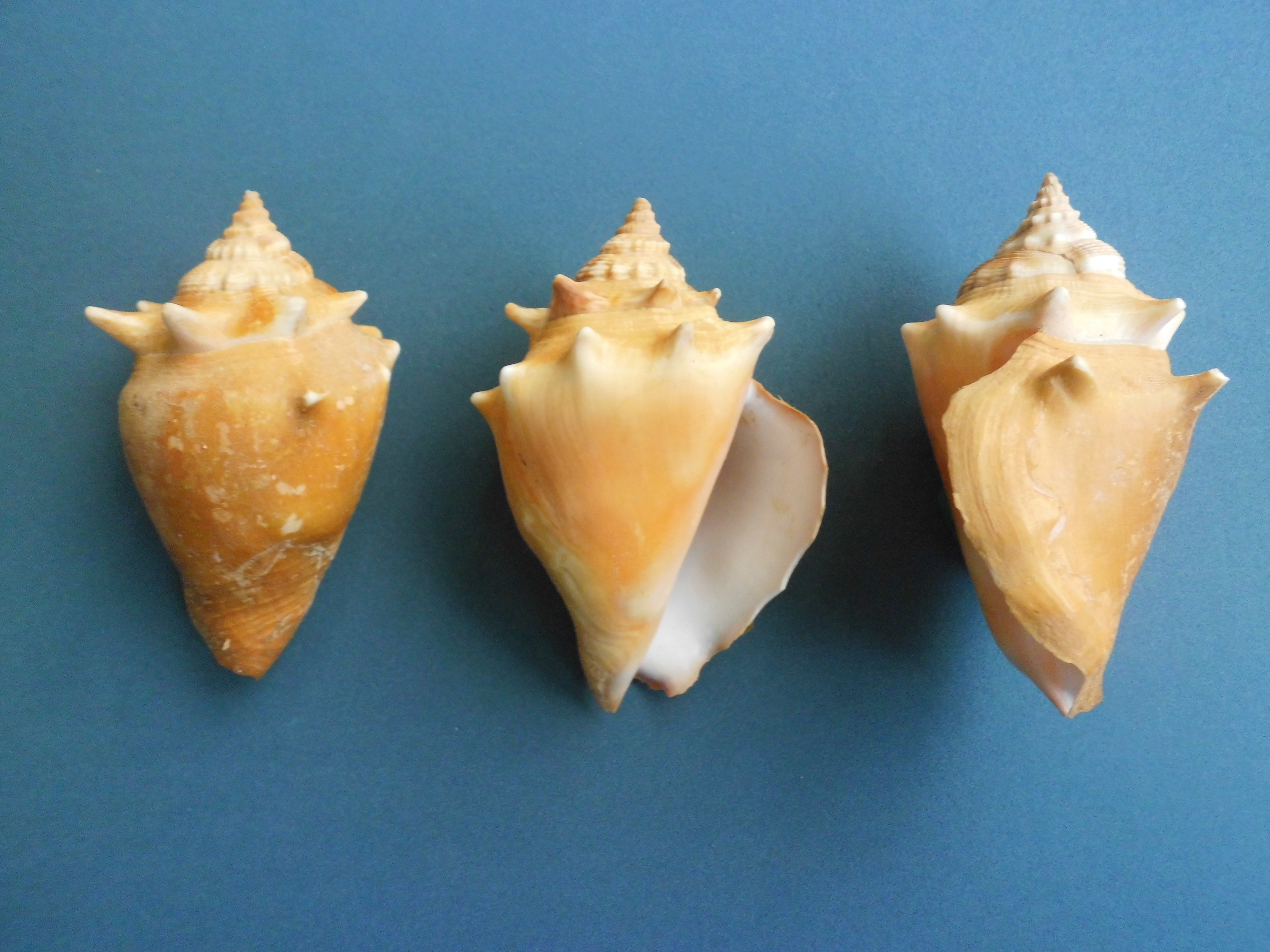
Strombus alatus
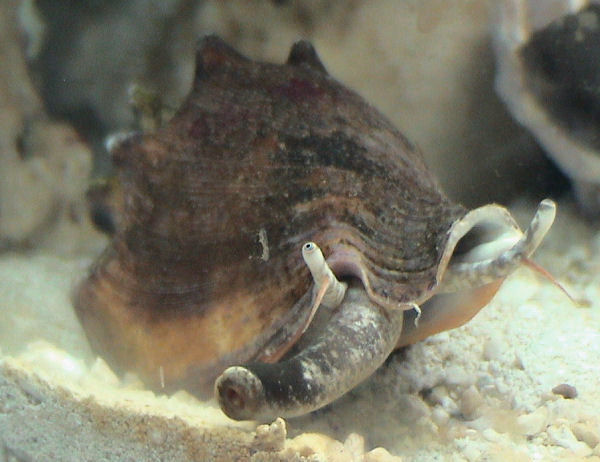
Strombus alatus
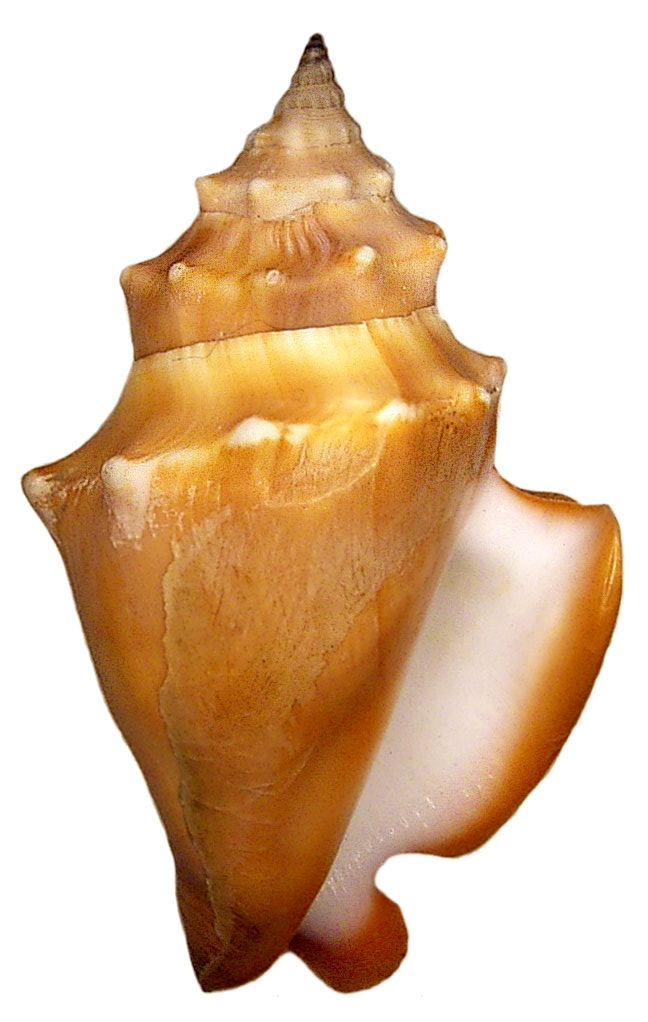
Strombus gracilior